# Virmajärvi
Virmajärvi (em russo:  Вирмаярви) é um pequeno lago na fronteira Finlândia-Rússia, dividido entre o município de Ilomantsi do lado finlandês e o (distrito de Suoyarvsky, República da Carélia, do lado russo. Fica 19 km a leste de Hattuvaara. É um dos pontos extremos da Finlândia, constituindo o ponto mais oriental do país, e é também o ponto mais oriental do território continental da União Europeia, sendo esse ponto uma ilha no Virmajärvi.